# Val-Couesnon
Val-Couesnon est, depuis le 1er janvier 2019, une commune nouvelle située dans le département d'Ille-et-Vilaine en région Bretagne, issue de la fusion des communes d'Antrain, La Fontenelle, Saint-Ouen-la-Rouërie et Tremblay,.
Elle est peuplée de 4 084 habitants.

## Géographie

### Localisation
| Vieux-Viel, Sougeal | Sacey (Manche)                 | Saint-James (Manche)  |
| Bazouges-la-Pérouse | Val-Couesnon                   | Les Portes du Coglais |
| Rimou, Romazy       | Chauvigné, Saint-Marc-le-Blanc | Maen Roch             |

### Hydrographie
Pour un article plus général, voir Réseau hydrographique d'Ille-et-Vilaine.
La commune est située dans le bassin Loire-Bretagne. Elle est drainée par le Couesnon, la Loisance, le Tronçon, le Douétel, le ruisseau de Rinan, le ruisseau venant du Pré des Douétaux, la Barbais, la Bouessière, la Ville Marie, le ruisseau de Bonne Fontaine, le ruisseau de la Couvaillère, le ruisseau de la Croix verte et le ruisseau les guétumés, et divers autres petits cours d'eau,.
Le Couesnon, d'une longueur de 97 km, prend sa source dans la commune de Saint-Pierre-des-Landes et se jette  dans la Manche au niveau du Mont-Saint-Michel, après avoir traversé 25 communes.

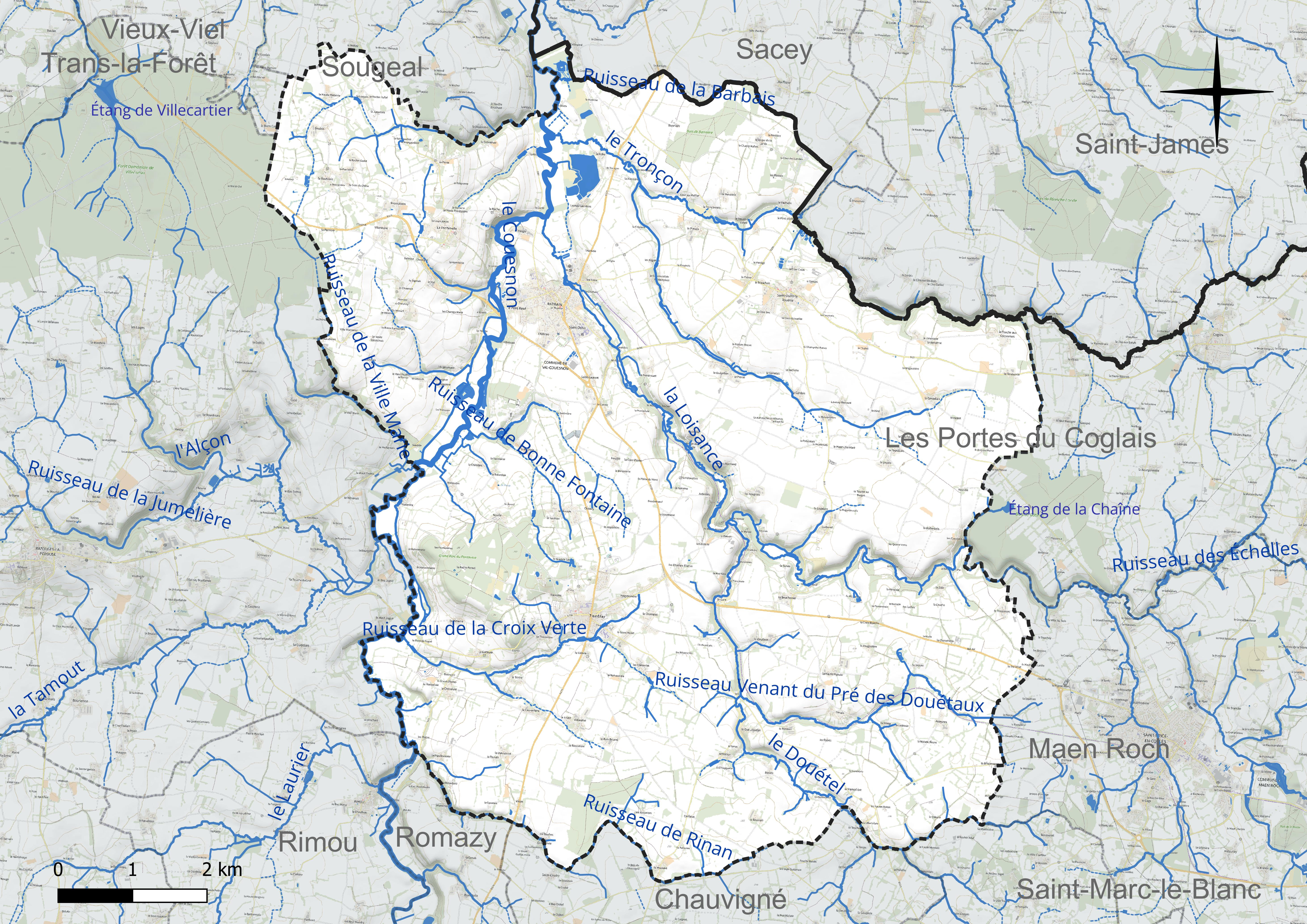
Réseau hydrographique de Val-Couesnon.

La Loisance, d'une longueur de 30 km, prend sa source dans la commune du Châtellier et se jette  dans le Couesnon sur la commune, après avoir traversé cinq communes. Les caractéristiques hydrologiques de la Loisance sont données par la station hydrologique située dans la commune. Le débit moyen mensuel est de 0,794 m3/s. Le débit moyen journalier maximum est de 9,32 m3/s, atteint lors de la crue du 22 janvier 1995. Le débit instantané maximal est quant à lui de 12,7 m3/s, atteint le 12 novembre 2000.
Le Tronçon, d'une longueur de 17 km, prend sa source dans la commune du Ferré et se jette  dans le Couesnon sur la commune, après avoir traversé cinq communes.

### Climat
Pour des articles plus généraux, voir Climat de la Bretagne et Climat d'Ille-et-Vilaine.
En 2010, le climat de la commune est de type climat océanique franc, selon une étude du CNRS s'appuyant sur une série de données couvrant la période 1971-2000. En 2020, Météo-France publie une typologie des climats de la France métropolitaine dans laquelle la commune est exposée à un climat océanique et est dans la région climatique Bretagne orientale et méridionale, Pays nantais, Vendée, caractérisée par une faible pluviométrie en été et une bonne insolation. Parallèlement l'observatoire de l'environnement en Bretagne publie en 2020 un zonage climatique de la région Bretagne, s'appuyant sur des données de Météo-France de 2009. La commune est, selon ce zonage, dans la zone « Intérieur Est », avec des hivers frais, des étés chauds et des pluies modérées.
Pour la période 1971-2000, la température annuelle moyenne est de 11,4 °C, avec une amplitude thermique annuelle de 12 °C. Le cumul annuel moyen de précipitations est de 766 mm, avec 12,6 jours de précipitations en janvier et 7,2 jours en juillet. Pour la période 1991-2020, la température moyenne annuelle observée sur la station météorologique la plus proche, située sur la commune de Pontorson à 11 km à vol d'oiseau, est de 11,9 °C et le cumul annuel moyen de précipitations est de 821,3 mm,. Pour l'avenir, les paramètres climatiques de la commune estimés pour 2050 selon différents scénarios d'émission de gaz à effet de serre sont consultables sur un site dédié publié par Météo-France en novembre 2022.

## Urbanisme

### Typologie
Au 1er janvier 2024, Val-Couesnon est catégorisée commune rurale à habitat dispersé, selon la nouvelle grille communale de densité à sept niveaux définie par l'Insee en 2022.
Elle est située hors unité urbaine et hors attraction des villes,.

## Toponymie
Le nom de Val-Couesnon a été choisi le 9 juin 2018 par consultation des habitants des quatre communes appelées à fusionner. Le gentilé est Valaisien
.

## Histoire
Créée le 1er janvier 2019, la commune nouvelle résulte du regroupement des communes d'Antrain, La Fontenelle, Saint-Ouen-la-Rouërie et Tremblay,.

## Politique et administration

### Liste des maires
| Période         | Période     | Identité         | Étiquette | Qualité                                                  |
| --------------- | ----------- | ---------------- | --------- | -------------------------------------------------------- |
| 11 janvier 2019 | 28 mai 2020 | Philippe Germain | DVD       | Gérant d'entreprise Maire de La Fontenelle (2001 → 2018) |
| 28 mai 2020     | En cours    | Emmanuel Houdus  | DVC       | Enseignant                                               |

### Communes déléguées
| Nom                   | Code Insee | Intercommunalité                | Superficie (km2) | Population (dernière pop. légale) | Densité (hab./km2) |
| --------------------- | ---------- | ------------------------------- | ---------------- | --------------------------------- | ------------------ |
| Antrain (siège)       | 35004      | Couesnon Marches de Bretagne    | 9,31             | 1 306 (2016)                      | 140                |
| La Fontenelle         | 35113      | Couesnon Marches de Bretagne    | 12,36            | 540 (2016)                        | 44                 |
| Saint-Ouen-la-Rouërie | 35303      | CC Couesnon Marches de Bretagne | 21,12            | 826 (2016)                        | 39                 |
| Tremblay              | 35341      | CC Couesnon Marches de Bretagne | 36,22            | 1 542 (2016)                      | 43                 |

### Jumelages
Val-Couesnon est jumelée avec :
- Moșna (Roumanie) depuis le 31 août 2013[33].

Moșna est une commune du centre de la Roumanie située en Transylvanie dans le județ de Sibiu. Elle est jumelée avec la commune déléguée de Tremblay.

## Démographie
L'évolution du nombre d'habitants est connue à travers les recensements de la population effectués dans la commune depuis sa création.
En 2022, la commune comptait 4 084 habitants, en évolution de −3,08 % par rapport à 2016 (Ille-et-Vilaine : +5,46 %, France hors Mayotte : +2,11 %).
| 2016  | 2021  | 2022  |
| ----- | ----- | ----- |
| 4 214 | 4 102 | 4 084 |

## Culture locale et patrimoine

### Lieux et monuments

#### Antrain
- Château de Bonnefontaine : construit au XVIe siècle par le chancelier d'Anne de Bretagne. Parc à l'anglaise du XIXe siècle réalisé par le paysagiste Denis Bühler, créateur du Thabor à Rennes. Châtellenie avec droit de haute-justice érigée en baronnie au XVIe siècle.
- L'église Saint-André : édifice du XIIe siècle dont la nef a été refaite au XVIe siècle et la tour surhaussée au XVIIe siècle. Le chœur abrite des boiseries Louis XV et un retable du XVIIIe siècle.
- Oppidum (hameau de la Motte).
- Voie romaine.
- Pont de Loysance, XVIIIe siècle, sur le Couesnon.

#### Tremblay
- L'église priorale Saint-Martin : église construite entre le XIe siècle et le XVIe siècle.
- Motte féodale de la Chattière.
- Manoir du Pontavice (vestiges de la porte) : XVe siècle.
- Manoir de la Coquillonais : XVe, XVIe et XIXe siècles.
- Manoir des Noyers ou Nouillé (1549).
- La maison du Bois-le-Bon (XVIe etXVIIe siècles) est la maison natale du botaniste Exupère Joseph Bertin, qui fut élu membre de l'Académie des sciences.
- La maison de la Garenne (1568) : le bâtiment a été remanié au cours des XVIIIe et XVIIIe siècles. D'abord propriété de seigneurs, il fut relais de poste pour ensuite abriter l'hôtel des Voyageurs jusque dans les années 1930.
- Ancienne maison Les Fossés (1613).
- La mairie (XVIe siècle) : ancien presbytère.
- Fontaine de Budor, objet d'un culte superstitieux jusqu'au milieu du XVIIIe siècle.
- Puits de la Choboterie (XVIIIe siècle).

#### Saint-Ouen-la-Rouërie
- Château de la Rouërie : XVIIe et XVIIIe siècles. Le château a été édifié par la famille Tuffin de la Rouërie et a vu naître : le colonel Armand, héros de la guerre d'indépendance américaine et défenseur des libertés bretonnes. C'est dans ce lieu que fut créée la chouannerie bretonne. Le parc de la Rouërie présente un jardin dit à la française inscrit aux Monuments historiques[35], mais également un jardin plutôt de type à l'anglaise, avec de multiples arbres centenaires dont un tulipier de Virginie offert par George Washington et planté par le dernier marquis de la Rouërie.
- Château des Blosses : construit au XIXe siècle par Mme Edouard Barbier, fille de l'académicien Saint-Marc Girardin.
- L'église Saint-Ouen (1881-1888), de style néo-gothique.
- Fontaine à Guillaume.

#### La Fontenelle
- L'église Saint-Samson.

### Personnalités liées à la commune

#### Antrain
- Gilles de Ruellan (1545-1627), aristocrate et homme politique.
- François de Guiton (1832-1908), né le 11 juin 1832 à Montanel, mort le 4 février 1908 à Antrain, dernier vicomte de Guiton, maire d'Antrain pendant 26 ans (1874 à 1886 et 1894 à 1908). Président du comice agricole du canton.
- Léon Jenouvrier (1846-1932), avocat, homme politique.
- René Le Hérissé (1857-1922), conseiller général, député puis sénateur. Boulangiste de gauche, il fut maire de la commune pendant 17 ans. L'hôpital local porte son nom.
- Henri Chenais, né à Messac le 18 novembre 1908, épouse en 1935 Madeleine Lorin, fille de Hyacinthe LORIN, industriel breton issu d'une famille de négociants en grains d'Antrain. Officier-mécanicien sur le sous-marin L'Ajax coulé lors de la bataille de Dakar le 24 septembre 1940, il est repêché par les Anglais et rejoint le général de Gaulle à Londres. Commandeur de la Légion d'Honneur, Grand-Croix de l'ordre national du mérite, il termine sa carrière au grade de vice-amiral. Il meurt le 8 septembre 2000 et est enterré à Antrain.
- Maurice Delarue (1919-2013), né à Antrain, ancien résistant et journaliste.

#### Tremblay
- Exupère Joseph Bertin (1712-1781), est un anatomiste et médecin. Deux termes médicaux restent attachés à son nom : les « colonnes de Bertin » et les « cornets de Bertin ».
- René Louiche Desfontaines, botaniste (1750-1831), né le 14 février 1750 à Tremblay et mort le 16 novembre 1833 à Paris, est un botaniste français, directeur du Muséum national d'histoire naturelle.

#### Saint-Ouen-la-Rouërie
- Armand Tuffin de La Rouërie (1751-1793), héros de la Guerre d'indépendance des États-Unis et chef chouan.

#### La Fontenelle
- Jean Langlais (1907 à La Fontenelle - 1991), organiste.